# 西威
西威（琉球語：／  ?；1328年—1349年）根據琉球國《中山世鑑》、《中山世譜》記載，是琉球國英祖王朝第五代王，也是該王朝的末代國王。1337年至1349年在位。先代國王玉城長子。
西威王初繼位之時年約十歲，由母后執掌朝政。《中山世譜》對此時期的記載是「王母專權，牝雞亂政，賢者退隱，小人爭進。」西威王母后的昏庸導致了英祖王朝的統治越來越不得人心。與此同時，浦添按司察度因「才德大著」而在各按司中逐漸有了威信。1349年，西威王病逝後，諸按司合力廢黜西威王的世子，將察度擁上了王位。英祖王朝滅亡。
| 西威        |                                  |             |
| 前任： 玉城 | 第五代英祖王朝國王 1337年—1349年 | －          |
| 前任： 玉城 | 中山的統治者 1337年—1349年       | 繼任： 察度 |